# Интауголь
ОАО «Шахта „Интауголь“» — угледобывающее предприятие города Инты. Разрабатывает Интинское месторождение Печорского угольного бассейна. В настоящее время состоит из одной работающей шахты «Интинской». Является градообразующим предприятием. Работает в связке с Череповецкой ГРЭС.
С декабря 2019 года находится в стадии банкротства..

## История
- 1943 — сдана в эксплуатацию шахта «Восточная-бис»
- 1946 — сдана в эксплуатацию шахта «Глубокая»
- 1948 — сдана в эксплуатацию шахта «Капитальная»
- 1953 — сдана в эксплуатацию шахта «Западная-бис»
- 1965 — сдана в эксплуатацию шахта Интинская
- 1998 — закрытие шахты (с дальнейшей ликвидацией) «Глубокая»
- 2004 — ликвидация шахты «Капитальная» и «Западная-бис»
- 2007 — закрытие шахты (без ликвидации) «Восточная-бис»
- 2019 — закрытие шахты «Интинская»

## Деятельность
На шахте работают 1700 человек. Проблемой шахты является то, что единственный перспективный крупный потребитель — Череповецкая ГРЭС — находится от неё на расстоянии 1400 км и имеет сомнительную рентабельность. В 2015 году власти республики Коми вели переговоры о продаже шахты с владельцем станции — ОГК-2 (входит в «Газпром энергохолдинг»).

## Происшествия
23 июня 2017 года на шахте «Интинская» на горизонте 320 метров произошел обвал породы. В забое на момент происшествия находились 190 горняков. После проведения эвакуации выяснилось, что один из четверых шахтеров, работавших на аварийном участке, пропал без вести.

### Показатели
|                         | 2010 | 2011  | 2012  | 2013  | 2014  |
| ----------------------- | ---- | ----- | ----- | ----- | ----- |
| Выработка угля (тыс. т) | 760  | ↗2497 | ↘2055 | ↘1766 | ↘1719 |